# Куберо (Нью-Мексико)
Куберо (англ. Cubero) — переписна місцевість (CDP) в США, в окрузі Сібола штату Нью-Мексико. Населення — 281 особа (2020).

## Географія
Куберо розташоване за координатами 35°5′25″ пн. ш. 107°31′35″ зх. д. / 35.09028° пн. ш. 107.52639° зх. д. (35.090331, -107.526377).  За даними Бюро перепису населення США в 2010 році переписна місцевість мала площу 24,31 км², уся площа — суходіл.

## Демографія
Згідно з переписом 2010 року, у переписній місцевості мешкало 289 осіб у 117 домогосподарствах у складі 81 родини. Густота населення становила 12 особи/км².  Було 147 помешкань (6/км²).
Расовий склад населення:
| - 38,4 % — білих - 13,1 % — корінних американців - 0,3 % — чорних або афроамериканців - 43,6 % — осіб інших рас |

До двох чи більше рас належало 4,5 %. Частка іспаномовних становила 76,8 % від усіх жителів.
За віковим діапазоном населення розподілялося таким чином: 21,1 % — особи молодші 18 років, 63,0 % — особи у віці 18—64 років, 15,9 % — особи у віці 65 років та старші. Медіана віку мешканця становила 45,8 року. На 100 осіб жіночої статі у переписній місцевості припадало 97,9 чоловіків;  на 100 жінок у віці від 18 років та старших — 98,3 чоловіків також старших 18 років.
Цивільне працевлаштоване населення становило 159 осіб. Основні галузі зайнятості: освіта, охорона здоров'я та соціальна допомога — 47,2 %, науковці, спеціалісти, менеджери — 30,2 %, мистецтво, розваги та відпочинок — 22,6 %.